# Метличина (Кирджалійська область)
Метли́чина (болг. Метличина) — село в Кирджалійській області Болгарії. Входить до складу общини Кирково.

## Населення
За даними перепису населення 2011 року у селі проживали 162 особи, усі — турки.
Розподіл населення за віком у 2011 році:
Динаміка населення: